# Burg Ziegenberg (Ziegenhagen)
Die Burg Ziegenberg, auch Ziegenburg genannt, ist die Ruine einer Spornburg bei Ziegenhagen, einem Stadtteil von Witzenhausen im hessischen Werra-Meißner-Kreis.

## Geographische Lage
Die Ruine der Burg Ziegenberg befindet sich auf dem östlich oberhalb von Ziegenhagen gelegenen Burgberg (ca. 270 m ü. NHN), dem am Nordrand des Kaufunger Waldes gelegenen, felsigen und bewaldeten Nordsporn des Kalbskopfs (392,6 m). Westlich der im Geo-Naturpark Frau-Holle-Land (Werratal.Meißner.Kaufunger Wald) gelegenen Ruine verläuft durch das Tal, in dem das Dorf Ziegenhagen liegt, der südwestliche Werrazufluss Rautenbach. Nur wenige Meter weiter liegt der bis 2019 betriebene Erlebnispark Ziegenhagen, auch die Grenze zum niedersächsischen Landkreis Göttingen ist in der Nähe.

## Geschichte
Die Burg wurde als Spornburg vermutlich Ende 11. Jahrhundert erbaut; ihre Ersterwähnung war im Jahr 1101 als Zygenberch. Hier fand 1116 Graf Dedo de Zygenberch erstmals urkundliche Erwähnung, der als Gemahlin eine geborene von Dassel ehelichte.
Zu Beginn des 13. Jahrhunderts begann sich das Geschlecht der Grafen von Ziegenberg durch die Brüder Hermann der Schwarze, Hermann der Weiße und Giso in drei Linien aufzuspalten. Hermann der Schwarze befand sich öfter im Gefolge des Herzogs Otto von Braunschweig und war mit Hildegunde von Lauterberg verheiratet. Die Hermann-Linie derer von Ziegenberg starb 1266 mit dem Tod Hermann des Weißen aus. Bereits vier Jahre zuvor verschied Hermann der Schwarze. Giso von Ziegenberg zählte zu den Mitbegründern des Klosters Mariengarten. 1320 wurde die Burg von Landgraf Otto I. von Hessen erobert und danach an die Familie von Berlepsch verpfändet.
1400 wurde die Burg Ziegenberg, auf der Thilo von Berlepsch Burgmann war, wie auch die Burg Berlepsch, von Truppen des hessischen Landgrafen erobert. Thilo hatte sich 1392 nach dem Tod des kinderlos verstorbenen Hans von Berlepsch gegen den Willen des Landgrafen in den Besitz der Burg Berlepsch gebracht und dadurch diese Bestrafung herausgefordert.
1494 kam die Burg als Mannlehen an Georg d. J. von Buttlar. Bis 1541 war dessen Sohn Erasmus (Asmus) von Buttlar der letzte Burgbewohner; nach seinem Tod im selben Jahre verfiel die Burg und wurde teilweise abgebrochen. Das Gebiet der Burg gehörte bis 1821 zum hessischen Amt Witzenhausen.

## Anlage
Die Burg Ziegenberg bestand aus einer Vor- und Hauptburg und einem quadratischen Bergfried; heutzutage sind nur noch knapp 1,5 Meter hohe Mauerreste des früheren Bergfriedes vorhanden, welcher eine Wandstärke von 5 Meter besaß und an der Südseite von einem Zwinger berührt wurde. Weitere Mauerreste befinden sich an der östlichen Seite des oberen Bergplateaus. Bis in die 1820er Jahre stand an dieser Stelle noch ein weiterer Turm, welcher von einer ellipsenförmigen Ringmauer umgeben war. Die gesamte Burganlage hatte ein Ausmaß von etwa 15 mal 30 Metern.